# Chajdyce
Chajdyce (deutsch Neu Jerutten) ist ein kleiner Ort in der polnischen Woiwodschaft Ermland-Masuren und gehört zur Gmina Świętajno (Landgemeinde Schwentainen, 1938 bis 1945 Altkirchen (Ostpr.)) im Powiat Szczycieński (Kreis Ortelsburg).

## Geographische Lage
Chajdyce liegt in der südlichen Mitte der Woiwodschaft Ermland-Masuren, zwölf Kilometer östlich der Kreisstadt Szczytno (deutsch Ortelsburg).

## Geschichte
Im Jahre 1835 wurde die kleine Siedlung gegründet. Sie bestand aus mehreren kleinen Gehöften und war bis 1945 Teil der Gemeinde Groß Jerutten (polnisch Jeruty) im ostpreußischen Kreis Ortelsburg.
1945 kam Neu Jerutten in Kriegsfolge mit dem gesamten Ostpreußen an Polen und erhielt die polnische Namensform „Chajdyce“. Der heutige Weiler (polnisch Osada) ist in das Schulzenamt (polnisch Sołectwo) Jeruty (Groß Jerutten) innerhalb der Gmina Świętajno (Landgemeinde Schwentainen, 1938 bis 1945 Altkirchen (Ostpr.)) im Powiat Szczycieński (Kreis Ortelsburg) eingegliedert, die bis 1998 der Woiwodschaft Olsztyn zugehörig war und seither der Woiwodschaft Ermland-Masuren zugehört.

## Kirche
Bis 1945 war Neu Jerutten in die evangelische Kirche Schwentainen (Kreis Ortelsburg) in der Kirchenprovinz Ostpreußen der Kirche der Altpreußischen Union sowie in die römisch-katholische Kirche Ortelsburg im Bistum Ermland eingepfarrt. Heute gehört Chajdyce zur katholischen St.-Andreas-Bobola-Pfarrei Świętajno im jetzigen Erzbistum Ermland bzw. zur evangelischen Kirche Szczytno in der Diözese Masuren der Evangelisch-Augsburgischen Kirche in Polen.

## Verkehr
Chajdyce liegt an einer Nebenstraße, die von Jeruty (Groß Jerutten) bei Querung der Landesstraße 53 nach Jerutki (Klein Jerutten) führt. Die nächste Bahnstation befindet sich in Jeruty und liegt an der Bahnstrecke Olsztyn–Ełk (deutsch Allenstein–Lyck).